# Zeiss TK 35

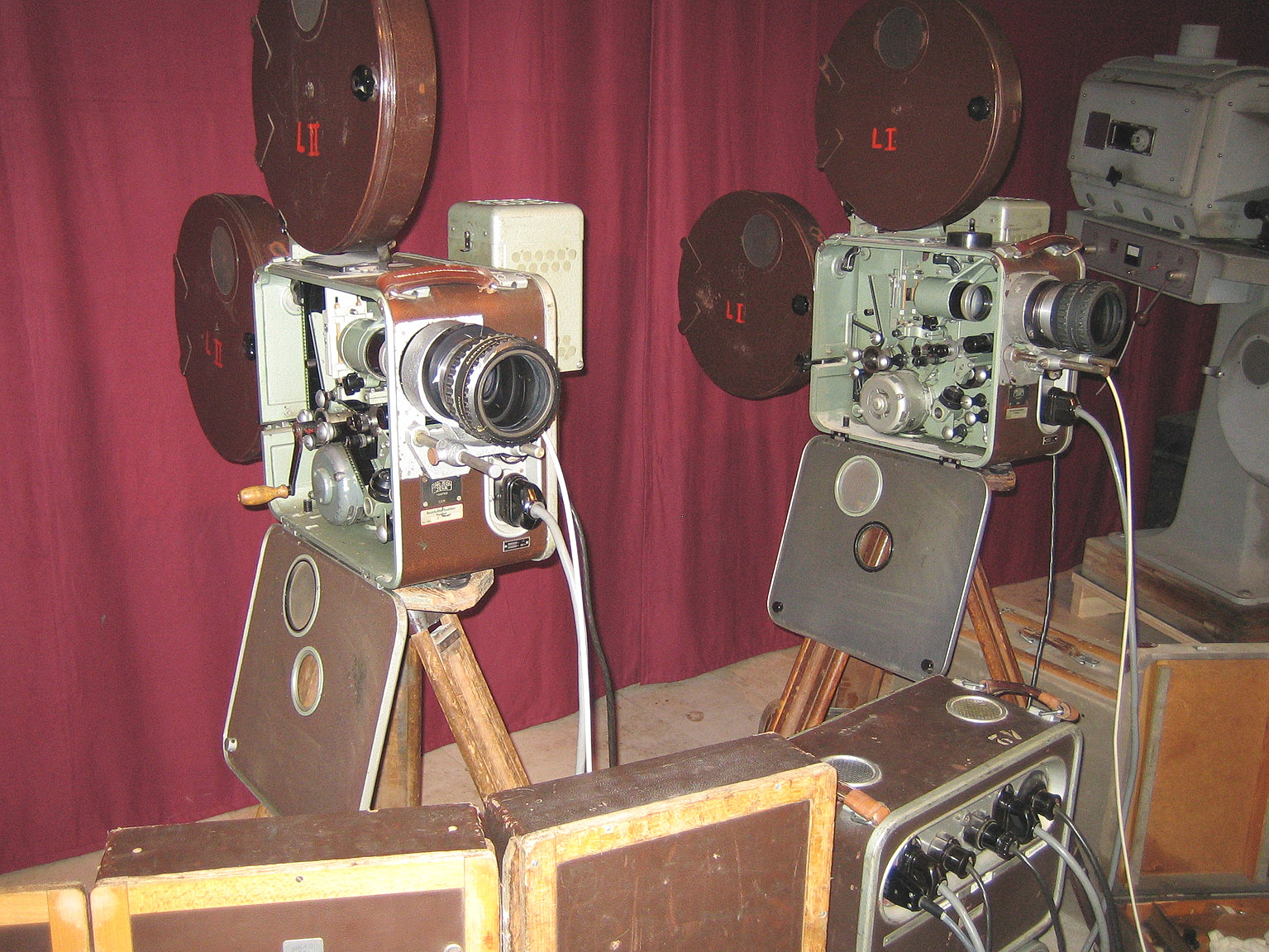
TK 35, VEB Carl Zeiss Jena

Der Tonkinokoffer Zeiss TK 35 ist eine portable Kinoprojektoreinheit für 35-mm-Filme, die vom VEB Carl Zeiss Jena bis in die 1960er Jahre hergestellt wurde.

## Anwendungen
Diese mobile 35-mm Filmprojektortechnik wurde auf dem Gebiet der DDR genutzt. TK 35 wurde in Orten eingesetzt, wo es keine festen Kinoeinrichtungen gab, wie in Sälen von Dorfgaststätten oder auch bei Freiluftveranstaltungen (Landfilm). Es gab diese Kinoprojektoreinheit bis zur Wende. Heute sind noch einige gut erhaltene Exemplare in Museen zu sehen.

## Technik
Die Tonkinokoffer-Anlage besteht aus sechs Einzelkoffern (Projektor TK 35, Regeltransformator, Verstärker, Lautsprecher und zwei Zubehörkoffer, mit sämtlichen Kabeln, Steckverbindungen, Objektiven und Filmumspulvorrichtung).
Zur Grundausstattung der DDR-Landfilmtechnik TK 35 gehören zwei komplette Projektoren, die einen Überblendbetrieb ermöglichen. Ein Netzteil und ein Röhrenverstärker, Leistung rund 25 Watt mit Lautsprecherbox (2× 12,5W Breitbänder), komplettieren die Anlage.
Die Anlage kann mit Netzspannungen von 85 bis 135 Volt Wechselspannung 50 Hz (110 V-Anschluss) oder 195 bis 245 Volt Wechselspannung 50 Hz (220 V-Anschluss) betrieben werden. Die Gesamtleistungsaufnahme der Projektoreinheit beträgt rund 700 VA. Ein Feinsteller am Schaltgerät erlaubt die Anpassung an die aktuelle Netzspannung bei laufenden Maschinen als Zugeständnis an die damals in der DDR noch stark schwankende Netzspannung.
Der Filmantrieb erfolgt über ein Malteserkreuzgetriebe, das Lampenhaus mit einer Lichtwurflampe mit zunächst 75 Volt und 375 Watt (Kino-Einstellsockel), später 110V/750W, ist seitlich versetzt angeordnet. Es konnten durch den eingebauten Wärmeschutzfilter aus einem Spezialglas auch Zelluloidfilme vorgeführt werden. Die Filmkassetten sind an den Filmdurchgangsstellen mit selbsttätig schließenden Feuerschutzkanälen versehen.
Im Laufe der Produktion wurden verschiedene Verbesserungen vorgenommen. Die jeweilige Ausführung ist als Jahreszahl auf dem Typenschild angegeben. So verfügten die ersten Einheiten noch über einen Riemenantrieb (später Zahnrad) und über einen wenig filmschonenden Filmkanal. Auch konnte die Bildschärfe zunächst nur bei offener Maschine nachgestellt werden.
In späteren Jahren erfolgen umfangreiche Umbauten und Verbesserungen durch die Bezirksfilmdirektionen. Dazu gehörte der Umbau auf Halogenlicht (36V/400W), ebenso wie der Austausch der Photozelle (Presslerzelle) für die Tonabnahme gegen eine Photodiode. Die dazu notwendige Verstärkertechnik lieferte der VEB Präcitronic Dresden mit dem Präciton P12. Dieser war in Form von Steckkarten aufgebaut, so dass der Tausch etwa einer Endstufe in kürzester Zeit und weitgehend ohne Werkzeug erfolgen konnte.
Als Besonderheit verfügte die Tonverstärkereinheit über einen typischen Kinogong, wie er noch heute in manchen Kinos vor dem Film gespielt wird. Zur Verwendung kamen Röhrenverstärker sowohl mit Gleichrichterröhre (AZ12+EL12), sowie später solche mit EL34-Bestückung.
Meist wurden Leinwände bis 4 m für Normalbild und bis 6 m für Cinemascope eingesetzt. Ein passender Holzrahmen für die Leinwand gehörte mit zur Grundausstattung. Die Cinemascope-Version wurde in der DDR als „Totalvision“ bezeichnet und erforderte ein Vorsatzobjektiv (Anamorphot/Rectimascop). Das Standardobjektiv mit 90 mm Brennweite konnte wahlweise durch langbrennweitige Objektive (Kipronar 120 mm und 140 mm) ersetzt werden.